# Jaroslav Holík (lední hokejista)
Jaroslav Holík (3. srpna 1942 Německý Brod, Protektorát Čechy a Morava – 17. dubna 2015) byl český hokejista (střední útočník) a trenér. Reprezentoval Československo. Mezi spoluhráči byl přezdívaný „Starej“. V roce 2009 byl uveden do Síně slávy českého hokeje.

## Život
V letech 1961–1979 působil jako hráč armádního klubu Dukla Jihlava, za kterou nastoupil k 602 utkáním, v nichž nasbíral 641 kanadských bodů (266+375). S tímto klubem vybojoval sedm titulů mistra republiky. Další čtyři ligová prvenství později přidal jako trenér. Pravidelně startoval za československou reprezentaci, se kterou na světových šampionátech získal šest medailí (včetně zlaté z MS 1972). Zúčastnil se také Zimních olympijských her 1972, odkud si československé družstvo odvezlo bronz. Je členem Klubu hokejových střelců deníku Sport.
Jako hlavní trenér přivedl v letech 2000 a 2001 českou reprezentaci do 20 let k titulům mistrů světa.
V roce 2010 byl vyšetřován policií kvůli údajné korupci, kdy měl vyžadovat jako trenér reprezentačního mužstva do 20 let částku 50 000 korun za zařazení obránce Jana Platila do týmu. Deník Sport také uvedl, že získal nahrávku inkriminovaného rozhovoru. Policie následně případ odložila, protože nezjistila skutečnosti, které by nasvědčovaly spáchání trestného činu.
V březnu 2012 převzal v Praze od Českého klubu fair play Hlavní cenu za celoživotní postoj.
Od roku 2011 trpěl gangrénou, přišel kvůli ní o část nohy. Zemřel po dlouhé nemoci ve věku 72 let dne 17. dubna 2015.
Jeho bratrem je bývalý hokejista Jiří Holík. Má syna Roberta (rovněž bývalého hokejistu) a dceru Andreu (bývalou tenistku).